# Tetiana Klimchenko
Tetiana Klimchenko –en ucraniano, Тетяна Клімченко– (Chervonohrad, 8 de mayo de 1994) es una deportista ucraniana que compite en ciclismo en las modalidades de pista y ruta.
Ganó tres medallas en el Campeonato Europeo de Ciclismo en Pista, en los años 2017 y 2020.

## Medallero internacional
| Campeonato Europeo | Campeonato Europeo  | Campeonato Europeo | Campeonato Europeo      |
| Año                | Lugar               | Medalla            | Competición             |
| ------------------ | ------------------- | ------------------ | ----------------------- |
| 2017               | Berlín ( Alemania)  | Medalla de plata   | Scratch                 |
| 2020               | Plovdiv ( Bulgaria) | Medalla de bronce  | Scratch                 |
| 2020               | Plovdiv ( Bulgaria) | Medalla de bronce  | Persecución por equipos |